# Szálka (település)
Szálka (németül: Salkau) község Tolna vármegyében, a Szekszárdi járásban.

## Fekvése
Két völgyben fekszik, a szekszárdi dombvidék déli részén, erdős vidéken.
A szomszédos települések: észak-északkelet felől Szekszárd, délkelet felől Alsónána, dél felől Mórágy, délnyugat felől Mőcsény, nyugat felől pedig Grábóc.
A környező települések közül Mőcsény 5, Grábóc 6, Bátaapáti 9 kilométerre található, a két legközelebbi város Szekszárd és Bonyhád, mindkettő egyaránt 12-12 kilométerre fekszik.

### Megközelítése
Csak közúton érhető el, az 56-os főútról Szekszárdtól délre letérve, vagy Mőcsény érintésével, mindkét irányból az 5601-es úton.

## Története

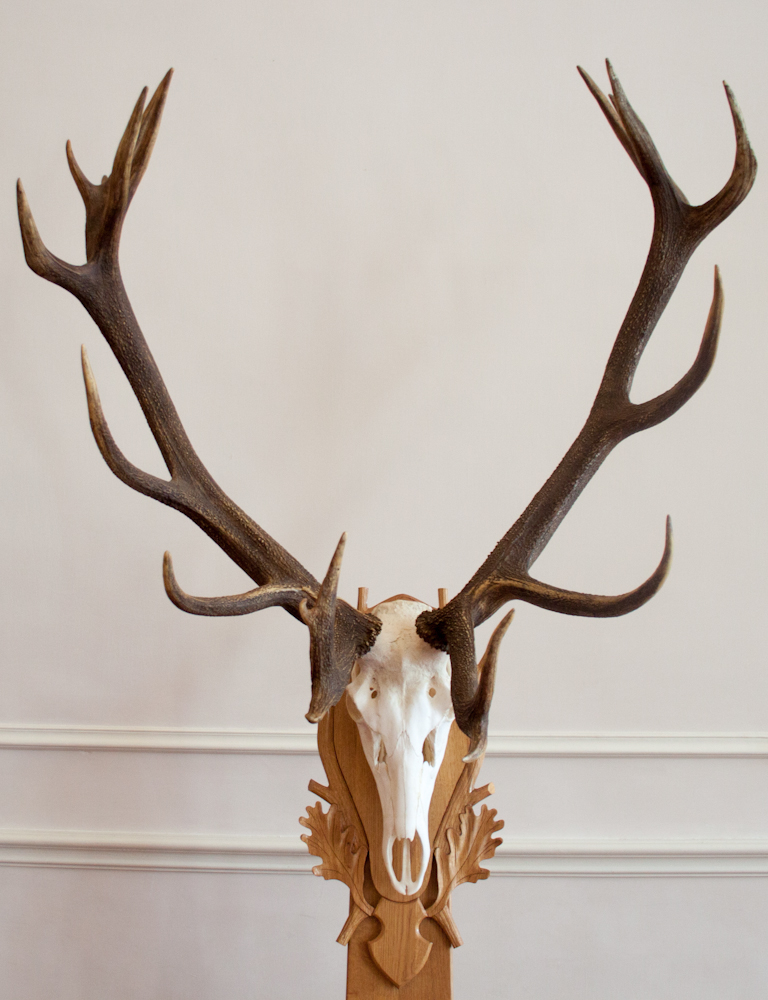
A Szálkai 22-es gímbika trófeája a hatvani Széchenyi Zsigmond Vadászati Múzeumban

A település a honfoglalás idején jött létre, évszázadokon át apró falu volt. 1015-ben említették először az ismert forrásokban, Zaka néven. Az 1300-as évek elején már temploma is volt.
Az 1565-ös török adójegyzék szerint két részből állt a település: Wég-Szakán 10, Felső-Szakán 5 ház állt. A török időkben a falu elnéptelenedett, később rácok telepedtek le benne. 1690-ben Kis- és Nagy-Szálka néven említik a településeket, előbbiben 12, utóbbiban 15 ház állt.
1776-ban jelentek meg az első német telepesek, nyolc család. Innentől a falu lakossága többségében német volt egészen 1945-ig. A legmagasabb nyilvántartott népességet, több mint 1500 lakost a 19. század elején érte el.
Az 1910-es helységnévrendezésig vegyesen Szakának és Szálkának is hívták a települést, ekkortól hivatalosan is Szálka a neve.
1946-ban a német lakosság nagy részét kitelepítették Németországba, helyükre magyarokat költöztettek; az első magyar telepeseket a Heves vármegyei Erdőkövesdről hozták. Sok telepes azonban később elvándorolt, részben a gazdálkodás nehézségei (beszolgáltatási kötelezettség), részben a városok iparosodása és jobb munkalehetőségei miatt. A község lakosságszáma csökkent, de ez a csökkenés a hatvanas évekre megállt.
Az itteni vadászterületen ejtették el 1891-ben a Szálkai 22-es néven elhíresült gímbikát, ami különleges méreteivel megalapozta hazánk nemzetközi vadászati tekintélyét.

## Közélete

### Polgármesterei
- 1990–1994: Nagy Ferenc (független)[3]
- 1994–1998: Nagy Ferenc (független)[4]
- 1998–1999: Nagy Ferenc (független)[5]
- 1999–2002: Dr. Sarkadi Sándor (független)[6]
- 2002–2006: Pálfi János (független)[7]
- 2006–2010: Pálfi János (független)[8]
- 2010–2014: Pálfi János (független)[9]
- 2014–2019: Pálfi János (független)[10]
- 2019–2024: Pálfi János (független)[11]
- 2024– : Pálfi János (független)[1]

A településen 1999. augusztus 5-én időközi polgármester-választást tartottak, aminek oka még tisztázást igényel, de az előző polgármester nem indult el rajta.

## Népesség
A település népességének változása:
| Lakosok száma | 588  | 576  | 576  | 563  | 566  | 566  | 579  |
|               | 2013 | 2014 | 2015 | 2021 | 2022 | 2023 | 2024 |

A 2011-es népszámlálás során a lakosok 88,7%-a magyarnak, 0,2% horvátnak, 24,8% németnek, 0,3% románnak, 0,2% szerbnek, 0,3% szlováknak mondta magát (10,1% nem nyilatkozott; a kettős identitások miatt a végösszeg nagyobb lehet 100%-nál). A vallási megoszlás a következő volt: római katolikus 48,7%, református 3,2%, evangélikus 1%, izraelita 0,3%, felekezeten kívüli 27% (18,3% nem nyilatkozott).
2022-ben a lakosság 88%-a vallotta magát magyarnak, 13,6% németnek, 0,7% románnak, 0,4% horvátnak, 0,2% szlováknak, 0,2% szerbnek, 3,4% egyéb, nem hazai nemzetiségűnek (11,8% nem nyilatkozott; a kettős identitások miatt a végösszeg nagyobb lehet 100%-nál). Vallásuk szerint 32% volt római katolikus, 3,9% református, 0,9% evangélikus, 0,5% ortodox, 0,4% izraelita, 0,4% görög katolikus, 0,5% egyéb keresztény, 0,9% egyéb katolikus, 15,9% felekezeten kívüli (44,7% nem válaszolt).

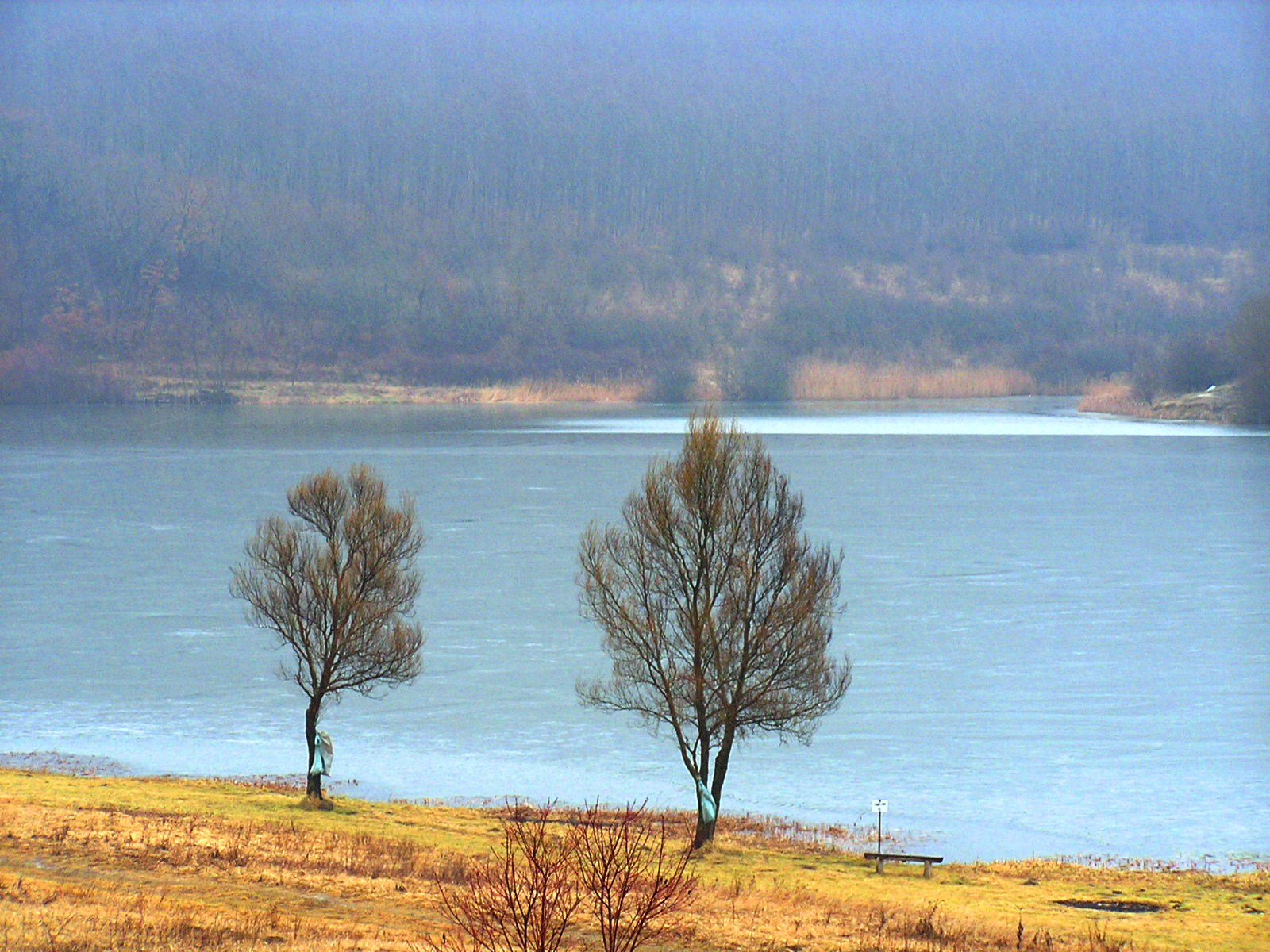
A Szálkai-tó

## Látnivalók
- Szálkai-tó (57 hektáros mesterséges tó)
- Mayer-kápolna (a 19. század végén épült, a 2000-es években felújították)

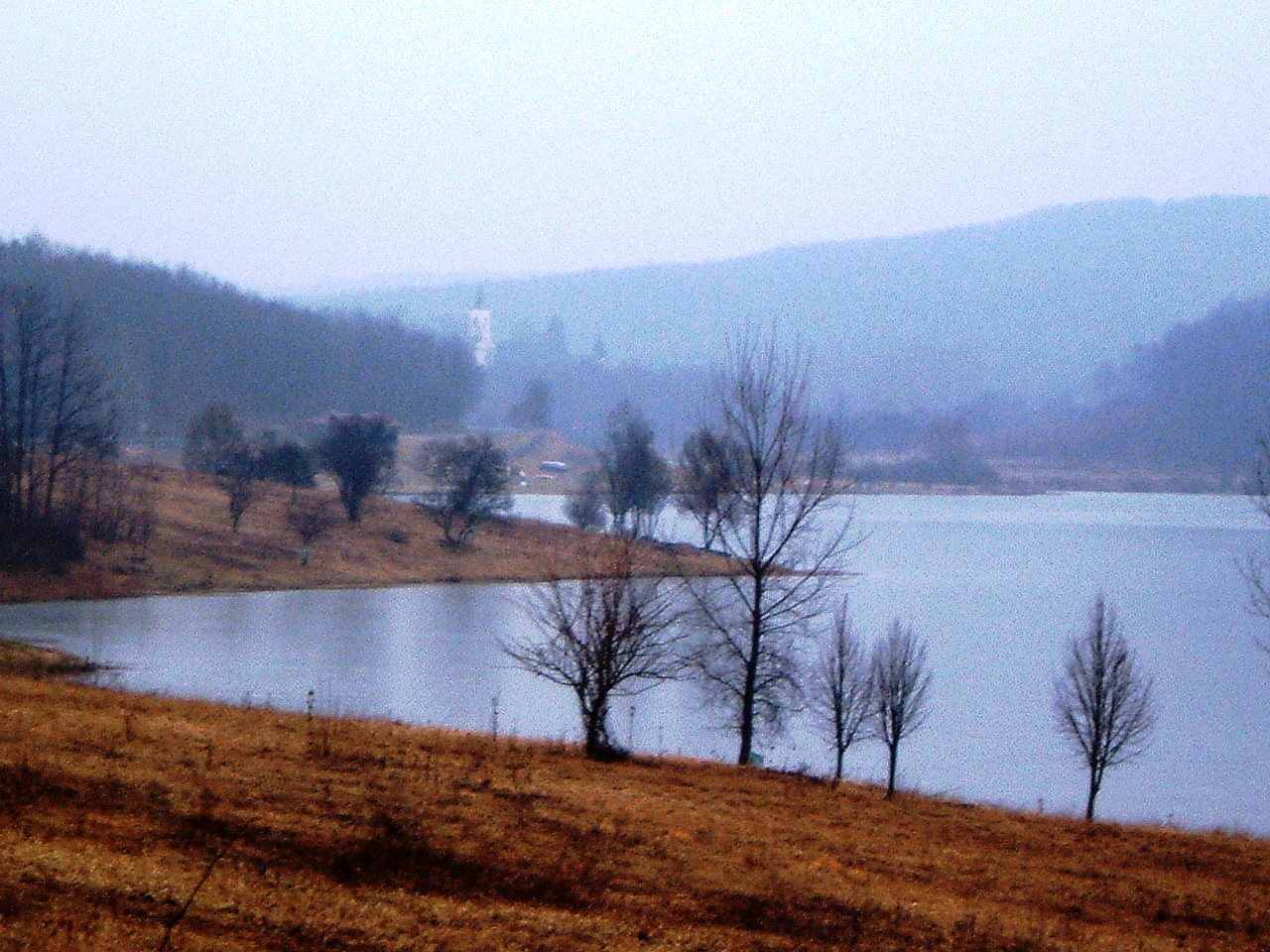
Szálka-tó

## Érdekesség
- A Mayer-kápolna másik ismert neve a Mausz-kápolna. Ez a bibliai Emmausz, illetve a valamikori "Emmausz-járás" nevű népszokás nevét őrzi. A faluból ehhez a kápolnához mentek fel húsvét után a hívek, hogy megemlékezzenek az emmauszi tanítványok és Jézus útjáról.